# Église de la Sainte-Parascève près de Donji Matejevac
Pour les articles homonymes, voir Église de la Sainte-Parascève.
L'église de la Sainte-Parascève près de Donji Matejevac (en serbe cyrillique : Црква Св. Петке код Доњег Матејевца ; en serbe latin : Crkva Sv. Petke kod Donjeg Matejevca) est une église orthodoxe serbe qui se trouve près de Donji Matejevac, dans la municipalité de Pantelej, sur le territoire de la ville de Niš et dans le district de Nišava, en Serbie. Elle est inscrite sur la liste des monuments culturels protégés de la république de Serbie (identifiant no SK 1911),,.

## Présentation
L'église se trouve au pied du mont Čegar, entre le mont lui-même et la rivière Kamenička reka,, et à quelques mètres du mémorial du mont Čegar. Elle est associée au souvenir du voïvode Stevan Sinđelić (1770-1809), venu y communier avec ses hommes avant la bataille où il a trouvé la mort. Construite sur les fondations de l'ancien sanctuaire et sans doute bâtie à l'emplacement d'un temple romain, l'église actuelle a été renouvelée dans la seconde moitié du XIXe siècle,. Dans les années 1900, les vieux murs de l'édifice ont été consolidés avec des briques et le toit a été transformé en un toit à deux pans formant pignon,,.
L'église se présente comme un édifice à nef unique prolongée par une abside demi-circulaire à l'est,. Elle est construite en pierres concassées et a été recouverte de mortier de chaux,.
À la place de la rosace de la chaire se trouve une pierre avec un motif radial ; un autel sacrificiel romain avec l'inscription « I.O.M/VAL. DOMETIANVS/EX.V.S.P. » servait de table sacrée pour les célébrations chrétiennes,. Une pierre tombale remontant à la fin du Moyen Âge en marbre est décorée d'un relief peu profond avec des lignes ondulées sur les bordures et, au milieu, avec de petites rosaces,,.